# Bodykit

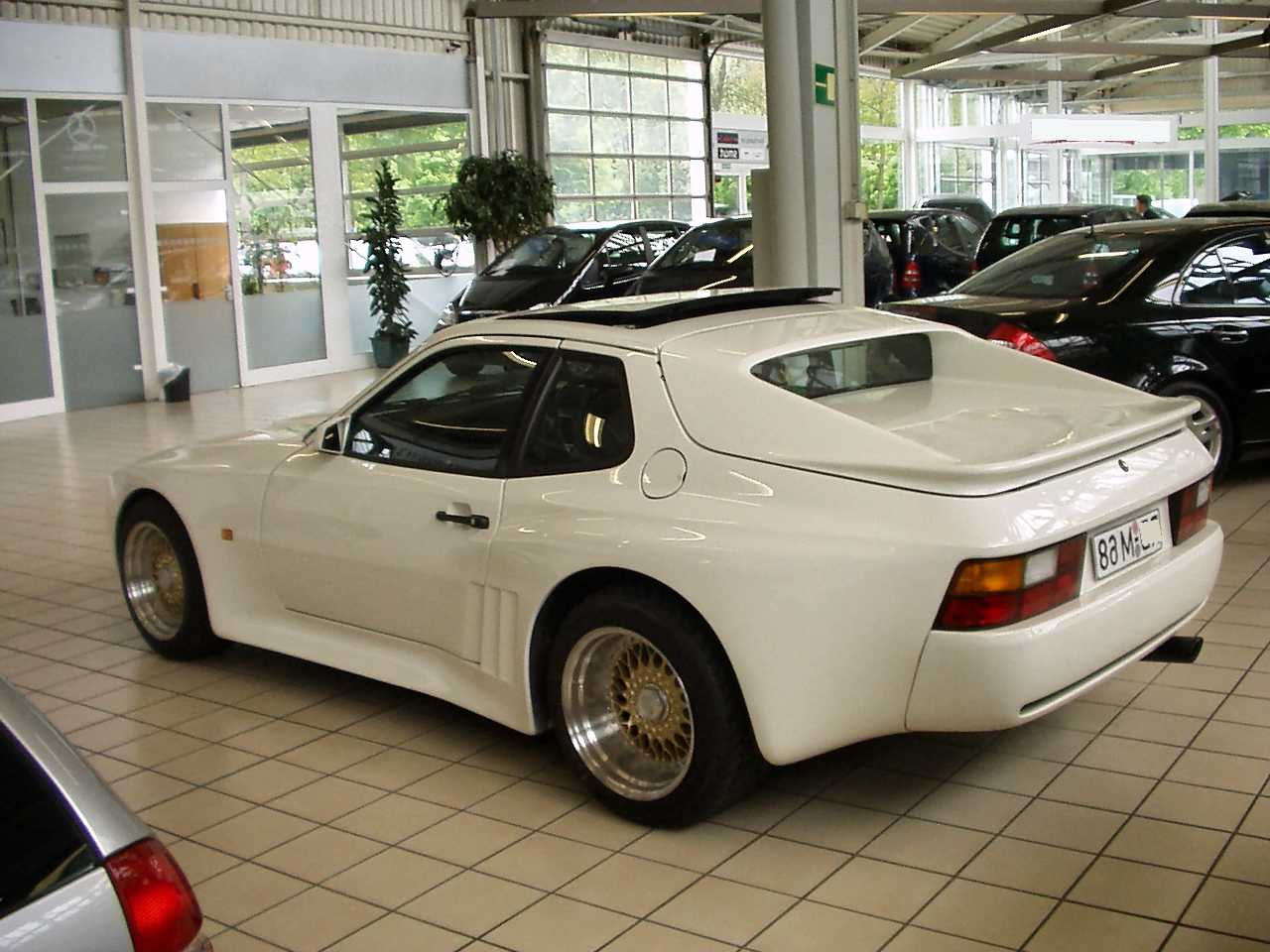
Beispiel: Porsche 944 Bodykit von Strosek

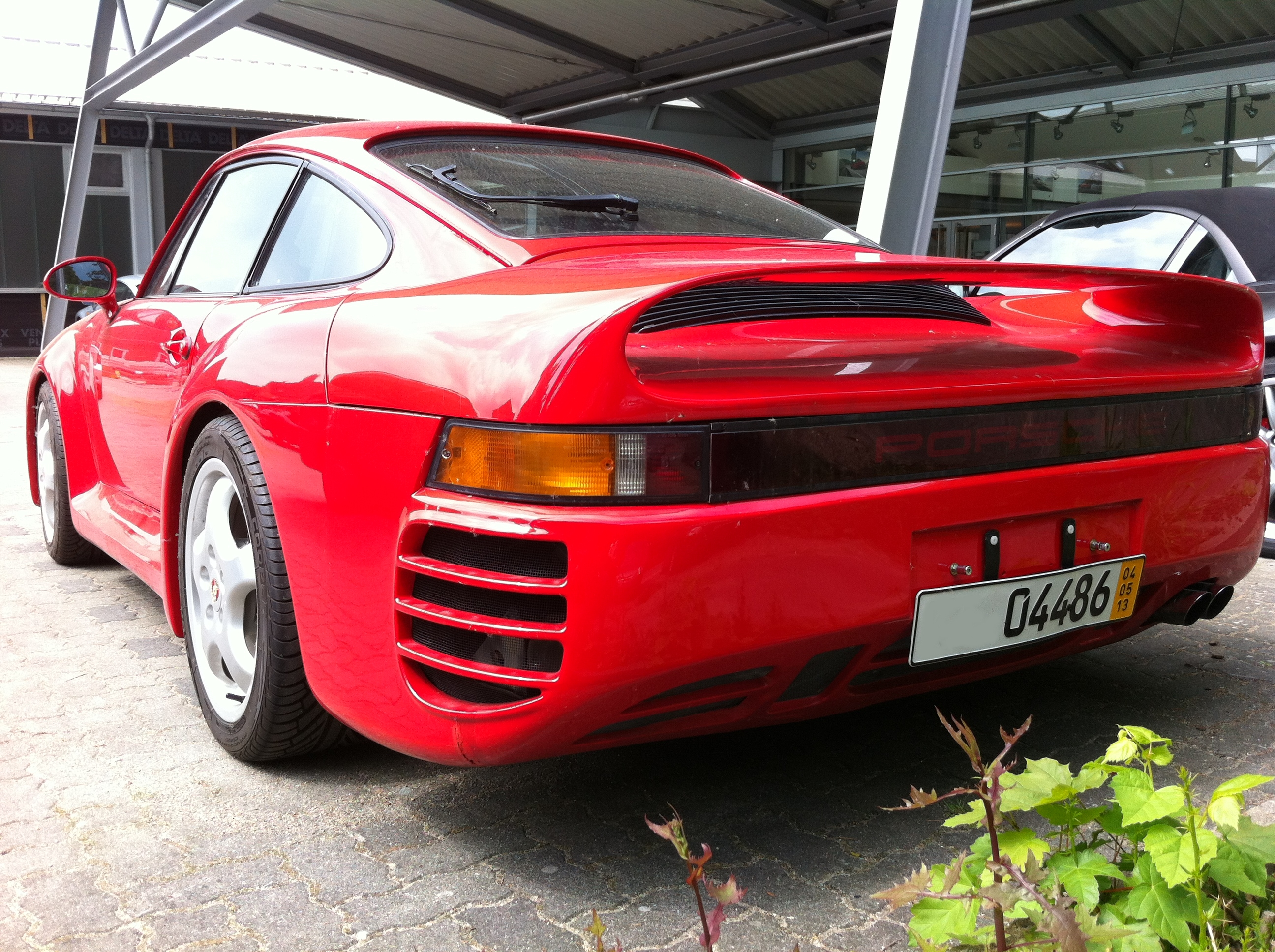
Beispiel: Porsche 964 mit Bodykit Porsche 959

Ein Bodykit (englisch body kit) ist ein Karosserieanbausatz für Kraftfahrzeuge, meist ein Stylingkit für das Tuning von Fahrzeugen, bestehend aus einer Frontschürze, Seitenschwellern und Heckschürze. Ursprünglich ist das Bodykit dazu gedacht, die aerodynamischen und die Fahreigenschaften eines Fahrzeuges zu verbessern. So können durch die Form der Anbauteile  der Anpressdruck des Wagens an den Untergrund erhöht oder auch der Luftwiderstand verringert werden. Das Bodykit lässt sich durch weitere Spoiler und Flügel, zum Beispiel Heckflügel, Abrisskanten für Dach und Heck („Dachspoiler“), Lufthutzen und spezielle Motorhauben ergänzen. Auch für LKW werden Bodykits angeboten, um entsprechende aerodynamische Eigenschaften zu verbessern.
Die extreme Form ist das Wide Bodykit, ein Karosserie-Breitbausatz. Dieser ist jedoch nur beim Autotuning anzutreffen. Die Montage eines Wide Bodykits geht meist einher mit geänderter Fahrwerksabstimmung, breiten Rad-Reifen-Kombinationen und umfangreichen Karosseriearbeiten.
Bevor ein Bodykit im Straßenverkehr verwendet werden darf, muss dieses sowohl über eine allgemeine Betriebserlaubnis verfügen, als auch von einem amtlich anerkannten Begutachter zwecks Alltagstauglichkeit überprüft werden.